# Parc Wilhelmshöhe
Le parc Wilhelmshöhe est un parc public situé dans la ville de Cassel en Hesse, en Allemagne. Il a été inscrit au Patrimoine mondial de l'UNESCO en 2013. La colline formant le parc possède en son sommet la statue d'Hercule et à sa base le château Wilhelmshöhe.

## Description
Descendant la longue pente d'une colline couronnée par la statue géante d'Hercule, les jeux d'eau monumentaux de Wilhelmshöhe furent créés à partir de 1689 par le landgrave Charles Ier de Hesse-Cassel autour d'un axe est-ouest. D'autres éléments ont été apportés par la suite. Des réservoirs et canaux aménagés derrière le monument d'Hercule apportent l'eau au système complexe de dispositifs hydropneumatiques alimentant le vaste théâtre d'eau baroque du site, sa grotte, ses fontaines et sa grande cascade de 350 mètres de long. 
Outre cet ensemble, les lignes sinueuses de canaux et voies d'eau artificielles traversent cet axe, en alimentant une série de chutes d'eau spectaculaires et de rapides tumultueux, la grande fontaine et son geyser jaillissant à une hauteur de 50 mètres, le lac et les bassins isolés qui animent le jardin romantique créé au XVIIIe siècle par l'arrière-petit-fils de Charles, l'électeur Guillaume Ier.  La grande taille du parc et de ses jeux d'eau, ainsi que l'imposante statue d'Hercule, constitue une expression du pouvoir absolu en Europe et l'ensemble témoigne des conceptions esthétiques des périodes baroque et romantique.

## Galerie
- L'axe Statue d'Hercule-château
- Plan de 1810 du parc Wilhelmshöhe.
- Statue d'Hercule.
- Vue du parc depuis l'Herkules.
- Vue de la fontaine et de l'Herkules depuis le château.
- Le Château Wilhelmshöhe en bas du parc.
- Le Château Wilhelmshöhe.

- Autres parties du parc
- Vidéo de la réouverture de la fontaine après les travaux, en 2016.
- Partie de la grande cascade, en septembre 2021.
- Temple d'Apollon.
- Lac du château.
- Le château du Löwenburg (de).
- Le château du Löwenburg (de), en septembre 2021

## Liens Externes
- Bergpark Wilhelmshöhe : Site Officiel de l'UNESCO